# Роландо Дантес
Рола́ндо Дантес (англ. Roland Dantes, 15 червня 1940 — 16 березня 2009) — професійний філіппінський бодібілдер, актор.

## Біографія
Перш ніж стати актором тренувався з іншими майстрами бойових мистецтв, такими як Cacoy Канете і Едгаром Солуте. Кілька років працював в поліції.
Один з найвідоміших філіппінських акторів. Мав головні ролі в різних фільмах, включаючи «The Pacific Connection» і «Арніс: Палички смерті.» Крім того, Дантес був культуристом. Між 1969 та 1980 роками п'ять разів який виграв титул «Містер Філіппіни». Саме тому брав участь у конкурсах Містер Всесвіт і Містер Світ.
Великий Магістр Дантес помер 16 березня 2009 року. Йому було 68 років.